# Megapodius cumingii
Megapodius cumingii là một loài chim trong họ Megapodiidae.
Loài chim này được tìm thấy ở đông bắc Borneo, Sulawesi và Philippines. Môi trường sống tự nhiên của chúng là rừng khô nhiệt đới hoặc cận nhiệt đới, rừng ẩm vùng đất thấp nhiệt đới hoặc cận nhiệt đới và rừng núi ẩm nhiệt đới hoặc cận nhiệt đới.